# Contea di Sandstone
La contea di Sandstone è una delle diciassette local government areas che si trovano nella regione di Mid West, in Australia Occidentale. Essa si estende su di una superficie di circa 28 218 km² e ha una popolazione di 143 abitanti.